# Nymphon longicaudatum
Nymphon longicaudatum is een zeespin uit de familie Nymphonidae. De soort behoort tot het geslacht Nymphon. Nymphon longicaudatum werd in 1904 voor het eerst wetenschappelijk beschreven door Carpenter. 